# Juge en chef de Nouvelle-Zélande
Le juge en chef de Nouvelle-Zélande (en Māori : Te Kaiwhakawā Tumuaki o Aotearoa - en anglais: Chief Justice of New Zealand) est le chef du pouvoir judiciaire néo-zélandais et préside la Cour suprême de Nouvelle-Zélande.
Le juge en chef de Nouvelle-Zélande est également le juge en chef de Tokelau,. Avant la création de la Cour suprême en 2004, le juge en chef était le juge président de la Haute Cour de Nouvelle-Zélande et était également membre d'office de la Cour d'appel de Nouvelle-Zélande. Cette fonction est établie par le Senior Courts Act 2016, qui décrit le juge en chef comme étant "senior par rapport à tous les autres juges".
Le juge en chef est le premier entre égaux parmi les juges de la Cour suprême. Ils agissent également à la place du gouverneur général s'il n'y en a pas eu de nommé ou si la personne nommée est incapable de remplir ses fonctions. Lorsqu'il agit à la place du gouverneur général, le juge en chef est appelé "administrateur du gouvernement".
Le juge en chef est nommé par le gouverneur général, sur avis formel du Premier ministre. Le juge en chef actuel est Helen Winkelmann, qui a été nommée le 14 mars 2019 pour remplacer Sian Elias, qui avait atteint l'âge de la retraite obligatoire à 70 ans.

## Histoire
De 1841 à 1957, le président de la Cour suprême était l'aîné incontesté du pouvoir judiciaire néo-zélandais et siégeait à l'ancienne Cour suprême (aujourd'hui appelée Haute Cour de Nouvelle-Zélande). Avant 1957, tous les juges de la Cour suprême siégeaient en tant que membres de la Cour d'appel. En 1957, une cour d'appel permanente a été créée, dirigée par un président responsable du fonctionnement de cette cour. Le rôle du juge en chef est devenu similaire à celui de l'actuel juge en chef de la Haute Cour, responsable du fonctionnement de la Haute Cour (qui comprend la plus grande partie de la magistrature supérieure) mais n'ayant pas de contrôle sur la cour d'appel la plus importante de Nouvelle-Zélande (la Cour d'appel).
Cette situation a changé en 2004 avec l'abolition du droit d'appel auprès du Comité judiciaire du Conseil privé et son remplacement par la Cour suprême de Nouvelle-Zélande en tant que juridiction de dernier ressort pour la Nouvelle-Zélande. Lorsque la nouvelle Cour suprême a été établie, le juge en chef est devenu le chef de cette cour.

## Liste des juges en chef
| Non. | Image | Juge en chef        | Prise de fonction | A quitté ses fonctions |
| ---- | ----- | ------------------- | ----------------- | ---------------------- |
| 1    |       | William Martin      | 5 février 1841    | 12 juin 1857           |
| 2    |       | George Arney        | vers 1858         | 1875                   |
| 3    |       | James Prendergast   | 1er avril 1875    | 25 mai 1899            |
| 4    |       | Robert Stout        | 25 mai 1899       | 31 janvier 1926        |
| 5    |       | Charles Skerrett    | 1er février 1926  | 13 février 1929        |
| 6    |       | Michael Myers       | 3 mai 1929        | 7 août 1946            |
| 7    |       | Humphrey O'Leary    | 12 août 1946      | 16 octobre 1953        |
| 8    |       | Harold Barrowclough | 17 novembre 1953  | 17 janvier 1966        |
| 9    |       | Richard Wild        | 18 janvier 1966   | Janvier 1978           |
| 10   |       | Ronald Davison      | 3 février 1978    | 4 février 1989         |
| 11   |       | Thomas Eichelbaum   | 6 février 1989    | 16 mai 1999            |
| 12   |       | Sian Elias          | 17 mai 1999       | 13 mars 2019           |
| 13   |       | Helen Winkelmann    | 14 mars 2019      | présent                |